# NGC 4143
NGC 4143 (другие обозначения — UGC 7142, MCG 7-25-36, ZWG 215.39, PGC 38654) — линзообразная галактика (SB0) в созвездии Гончие Псы.
Этот объект входит в число перечисленных в оригинальной редакции «Нового общего каталога».
Галактика NGC 4143 входит в состав группы галактик NGC 4051. Помимо NGC 4143 в группу также входят ещё 19 галактик.
Находится на периферии скопления Большой Медведицы. В галактике имеется протяжённый наклонный газовый диск.